# Ricercar
Ricercar [ričerkar] je žánr pozdně renesančních a raně barokních instrumentálních skladeb. Jde o starší formu fugy vážného charakteru, jejíž téma používá vysoké tóny. Termín má však i další dříve používané hudební významy.
V 16. století mohlo slovo ricercar označovat různé typy skladeb. Terminologie byla flexibilní a to, zda skladatel nazval instrumentální skladbu toccata, canzona, fantasia nebo ricercare, zjevně nebylo věcí rigidní klasifikace, ale jeho svobodné volby. Ricercary však patřily převážně ke dvěma typům: jeden s převážně homofonní strukturou podobnou toccatě a jeden rozdělený do úseků, začínajících vždy imitací ve formě variace. Příklady obou typů lze nalézt v hudbě Girolama Frescobaldiho. Druhý typ, imitativní a kontrapunktický, jehož významným průkopníkem byl Marco Dall'Aquila, se historicky ukázal jako důležitější a nakonec dal vzniknout fuze. Objevil se v polovině 16. století a vyvíjel se souběžně s motetem, s nímž sdílel různé imitační postupy. Instrumentální přepis motet byl v té době běžný a mnoho skladatelů začalo psát instrumentální hudbu pro loutnu. Protože text moteta jako jednotící prvek již nebyl k dispozici, bylo zapotřebí jiného způsobu hudební organizace: variační forma se ukázala jako nejflexibilnější a nejtrvalejší.
Během barokního období se imitativní ricercar vyvinul ve fugu, stejně jako se canzona vyvinula v sonátu. Některá díla, která byla k nerozeznání od fugy, se pak až do Bacha nazývala ricercare, s tím prostým rozdílem, že měla delší témata a vážnější charakter. Příklady třídílného a šestidílného ricercaru jsou v Bachově Hudební obětině z roku 1747.